# محمد علي مرابط
محمد علي مرابط (بالفرنسية: Mohamed Ali Mrabet) ولد في 1 يناير 1990 في الدوحة (قطر)، هو لاعب سباق قوارب تونسي مختص في كانو-كاياك.

شارك في الألعاب الأولمبية الصيفية 2012 في فئة 1200 متر وفئة 1000 متر للرجال، كما ترشح للألعاب الأولمبية الصيفية 2016 في فئة 1000 متر.

## مقالات ذات صلة
- تونس في الألعاب الأولمبية الصيفية 2012
- تونس في الألعاب الأولمبية الصيفية 2016

## روابط خارجية
- محمد علي مرابط على موقع الاتحاد الدولي للكانو (الإنجليزية)
- محمد علي مرابط على موقع أوليمبيديا (الإنجليزية)